# Tiara Thomas
Tiara Nicole Thomas (Indianapolis, 12 settembre 1989) è una cantautrice statunitense.

## Biografia
Dopo essersi laureata alla Ball State University nel 2012, Tiara Thomas ha avviato la sua carriera pubblicando una serie di mixtape e firmando con la The Board Administration.
Nel 2013 ha collaborato con Wale in Bad, singolo arrivato alla 21ª posizione della Billboard Hot 100 e certificato doppio disco di platino in madrepatria.
Come co-autrice di I Can't Breathe di H.E.R., nel 2021 ha vinto il Grammy Award per la canzone dell'anno. Nello stesso anno, come co-autrice di Fight for You della medesima interprete per Judas and the Black Messiah, è stata candidata ai Golden Globe e ai Premi Oscar per la miglior canzone originale, vincendo quest'ultimo premio.

## Discografia

### Extended play
- 2013 – Dear Sallie Mae
- 2015 - Up in Smoke
- 2017 – Don't Mention My Name
- 2018 – FWMM

### Singoli

#### Come artista principale
- 2014 - One Night

#### Come artista ospite
- 2013 - Bad (Wale feat. Tiara Thomas)
- 2014 - Another Day (Fat Joe feat. Rick Ross, French Montana e Tiara Thomas)